# イタリア系ベネズエラ人
イタリア系ベネズエラ人（スペイン語Italo-Venezolanos）は、イタリアにルーツがあるベネズエラ国籍の人々のことである。

## 歴史
ベネズエラへのイタリア移民は、20世紀前半まではわずかに数百人だけであったが、1940年代から1950年代にかけて約30万人がベネズエラに渡った。

## 著名なイタリア系ベネズエラ人
- ハイメ・ルシンチ:第57代ベネズエラ大統領
- ボビー・マルカーノ:元プロ野球選手
- アンドレス・ガララーガ:元メジャーリーガー
- フランシスコ・セルベーリ:メジャーリーガー
- ロベルト・ペタジーニ:プロ野球選手
- マルコ・スクータロ:メジャーリーガー
- ナウエル・フェラーレシ:サッカー選手